# Privilegio General
Il Privilegio General de Aragón fu un accordo raggiunto nel 1283 tra i rappresentanti della nobiltà, le città del Regno d'Aragona e Pietro III il Grande per cui quest'ultimo si impegnava a rispettare una serie di privilegi e fueros, e a non prendere decisioni di politica internazionale senza consultare le Cortes d'Aragona.
Nel contesto dell'intervento del re d'Aragona nei Vespri siciliani del 1282, e della scomunica che subì Pietro III, un gruppo di Aragonesi misero in discussione l'azione unilaterale del loro re e cospirarono in assemblee a Tarazona e a Saragozza, con la rappresentanza di altre importanti città d'Aragona, nella quale si trovava Saragozza, divenuta nota come Unione d'Aragona, e chiesero al re di convocare le Cortes e accettare le condizioni stabilite in un documento chiamato Privilegio General de Aragón, che conteneva le richieste di nobiltà e rappresentanti dei cittadini del regno. Questo consisteva in una serie di diritti e privilegi di iniziativa nobiliare che dovevano essere rispettati dal monarca.
Mentre i promotori nobili dell'Unione si posero come rappresentanti degli Aragonesi e dei loro privilegi, l'accettazione, da parte del re, di queste imposizioni rappresentò una vittoria della nobiltà aragonese, piuttosto che una difesa degli interessi delle persone comuni.
In ogni caso, questa convocazione delle Cortes a cui fu costretto il re d'Aragona avrebbe istituzionalizzato queste assemblee, che sarebbero dovute essere periodiche (annuale, anche se questo non venne applicato) e che vennero regolarizzate nelle loro attribuzioni e competenze soltanto dal 1283, con differenze di un paio di settimane, anche nella contea di Barcellona e nel regno di Valencia. In questo senso, gli eventi che circondano il Privilegio General stabilirono il dovere dei vassalli di dare consigli al re, al diritto, in qualità di rappresentanti degli Stati, di partecipare alla politica della Corona.